# کلشاها (بودیسم)
کلشا (انگلیسی: Kleśa)، ناپاکی و آلودگی و صفت نادرست و ناشایستی است که دل را می‌آلاید.

## رنج بردن
واژه «Kleśa» از ریشه «kliś» به معنای «رنج بردن» و «درد کشیدن» است. در آئین بودا عناصر پلید ناشی از اعمال پیشین هستند، که غرایز و شهوات ناخودآگاه انسان را تشکیل می‌دهند.

## ده کلشا (کِلِشَه)
اعتقاد بودائیان به ده کلشا است:
سه کلشا متعلق به تن یا کردار
1. آدم‌کشی
2. دزدی
3. زنا

چهار کلشا به گفتار
1. دروغ
2. تهمت
3. دشنام
4. گفتگوی بی‌حاصل

سه کلشا به اندیشه
1. آز
2. بدخواهی
3. بدبینی[۱][۲]